# کریس یوبنک
کریس یوبنک (انگلیسی: Chris Eubank؛ زادهٔ ۸ اوت ۱۹۶۶) بوکسور، و طراح مد اهل بریتانیا است.